# Rhaphium tricaudatum
Rhaphium tricaudatum är en tvåvingeart som först beskrevs av Van Duzee 1923.  Rhaphium tricaudatum ingår i släktet Rhaphium och familjen styltflugor.
Artens utbredningsområde är Alaska. Inga underarter finns listade i Catalogue of Life.